# Nostorf
Nostorf là một đô thị ở huyện Ludwigslust, bang Mecklenburg-Vorpommern, Đức. Đô thị này có diện tích 19,97 km², dân số thời điểm 31 tháng 12 là 753 người.